# 格拉瓦米爾斯 (密蘇里州)
格拉瓦米爾斯（英語：Gravois Mills）是位於美國密蘇里州摩根縣的村。

## 人口
根據2020年美國人口普查的數據，格拉瓦米爾斯的面積為2.13平方千米，當中陸地面積為1.92平方千米，而水域面積為0.21平方千米。當地共有人口29人，而人口密度為每平方千米14人。